# Katharina Gericke

Katharina Gericke (2014)

Katharina Gericke  (* 4. April 1966 in Kyritz) ist eine deutsche Autorin und Dramatikerin.

## Leben
Nach dem Abitur nahm sie 1984 ein Volontariat am Potsdamer Hans-Otto-Theater auf und studierte ab 1990 Germanistik und Theaterwissenschaften an der Freien Universität Berlin. 1995 absolvierte sie den Studiengang Szenisches Schreiben an der Universität der Künste Berlin und arbeitet seitdem als freie Dramatikerin an zahlreichen Theatern, zum Beispiel an der Schaubühne Berlin, dem Staatsschauspiel Dresden, dem Staatstheater Stuttgart, dem Theater Heidelberg und in Tübingen. Neben der kontinuierlichen Arbeit in der Freien Szene Berlins wirkt sie einige Jahre als Hausautorin für die Landesbühne Niedersachsen Nord in Wilhelmshaven.
Für ihre Dramen und Prosaarbeiten wurde Katharina Gericke mit zahlreichen Preisen und Stipendien geehrt. Sie war u. a. Teilnehmerin bei den Tagen der deutschsprachigen Literatur in Klagenfurt 2014 und bei den Wochen der deutschsprachigen Dramatik an den Goethe-Instituten in London und Moskau. Außerdem arbeitete sie als Dozentin für Szenisches Schreiben an der Universität der Künste und der Hochschule für Schauspielkunst „Ernst Busch“. Katharina Gericke hat eine Tochter und lebt in Berlin.
Katharina Gericke war Stipendiatin der Stiftung Kulturfonds (1995/1996), der Kunststiftung Baden-Württemberg (1999) und des Deutschen Literaturfonds.
Beim Ingeborg-Bachmann-Preis 2014 gewann ihr Text DOWN DOWN DOWN To The Queen Of Chinatown den Mr. Heyn’s Ernst-Willner-Preis.

## Bühnenwerke
- Gegen Guggenheim, Uraufführung: bat-Studiotheater, Berlin, 14. Januar 1993
- Thälmann in Berlin, Uraufführung: Hackesches Hoftheater, Berlin, 05.1997
- Maienschlager, Uraufführung am 31. Mai 1997 am Theater der Stadt Heidelberg
- Rote Hölle, Uraufführung: Hackesches Hoftheater, Berlin, 02.1998  Jonahs Hunde, Uraufführung: Hackesches Hoftheater, Berlin, 03.1999
- Typhusmond (2000), Uraufführung: Schauspiel Bonn, 01.2000  *Winterkönig, Uraufführung: Nationaltheater Mannheim, 19. Mai 2000
- Geister Bahn, Uraufführung am 25. November 2000 an der Landesbühne Niedersachsen Nord (Wilhelmshaven)
- Das Märchen vom Baron von Hüpfenstich, frei nach Giambattista Basile und Clemens Brentano, Uraufführung am 25. Januar 2003 an der Landesbühne Niedersachsen Nord (Wilhelmshaven)
- Der Graf von Monte Christo, Uraufführung am 13. November 2004 an der Landesbühne Niedersachsen Nord (Wilhelmshaven)
- Vom Fluß, Uraufführung am 16. September 2005 am Staatsschauspiel Dresden (entstanden 2000 als Auftragswerk der Schaubühne am Lehniner Platz in Berlin)
- Che oder Der Stern an der Boina, Uraufführung am 24. September 2005 an der Landesbühne Niedersachsen Nord (Wilhelmshaven)
- Mont Klamott, Musical, Uraufführung am 18. Februar 2006 an den Landesbühnen Sachsen (Radebeul)
- Buckliges Mädchen, Uraufführung am 17. März 2007 an der Landesbühne Niedersachsen Nord (Wilhelmshaven)
- Die Nibelungen, Uraufführung am 26. September 2009 an der Landesbühne Niedersachsen Nord (Wilhelmshaven)
- Bromberg/Bydgoszcz [gemeinsam mit Artur Palyga], Uraufführung am 13. Oktober 2012 am Teatr Polski in Bydgoszcz in Kooperation mit der Landesbühne Niedersachsen Nord (Wilhelmshaven)

- Lenz/Fragmente, Hörspiel, Regie Jörg Jannings, Produktion rbb/Deutschlandradio, 2011

- Theaterfassung Lenz/Fragmente, Uraufführung: Stadttheater Gießen, 2013
- Engelbrot, Uraufführung in Berlin, 2014
- Barberina, Berlin 2015
- Cabaret, Berlin 2016

## Prosa / Veröffentlichungen
- Wege nach Bulawayo, Roman, 1995
- rewoluschn, short story, in „moosbrand, neue texte 6“, Janus press, 1998
- Der Rabe / Die Sardinen, short stories, in Ahrenshooper Seiten, Edition Hohes Ufer, 2001
- König Karl, Dramatisches Gedicht, in Kleist oder die Ordnung der Welt, Verlag Theater der Zeit, 2008
- Two German Plays, gemeinsam mit Moritz Rinke, Oberon Books London, 2001
- Klagenfurter Texte Die Besten 2014, Piper, 2014, ISBN 978-3-492-05671-7
- Eine Leiche namens Ala Basta, Kriminalroman, Verlag Wiljo Heinen, Berlin/Böklund 2021, ISBN 978-3-95514-046-5.[2]

## Auszeichnungen
- 1996: Erster Preis der Frankfurter Autorenstiftung für Maienschlager
- 1998: Kleist-Förderpreis für junge Dramatiker für Winterkönig
- 1999: Autorenförderpreis der Landesbühnengruppe im Deutschen Bühnenverein
- 2000: Kunststiftung Baden-Württemberg
- 2001: Stiftung Kulturfonds Künstlerhaus Lukas
- 2000/2001: Teilnahme an den Wochen des deutschen Dramas, Goetheinstitut London und Moskau
- 2003: Stiftung Kulturfond Künstlerhaus Schloss Wiepersdorf
- 2004: Stipendium des Deutschen Literaturfonds
- 2014: Ernst Willner Preis bei den Tagen der deutschsprachigen Literatur in Klagenfurt
- 2017: Stipendium der Stiftung Preußische Seehandlung